# 92.ª Brigada Mixta (Ejército Popular de la República)
La 92.ª Brigada Mixta fue una unidad del Ejército Popular de la República creada durante la Guerra Civil Española. Llegó a operar en los frentes de Andalucía, Teruel, Levante y Extremadura, teniendo una actuación destacada durante la contienda.

## Historial
La unidad fue creada en marzo de 1937, en Andújar, a partir de tres batallones de milicias. Si bien en un principio empleó la numeración «75», con posterioridad sería renumerada como «92». El mando encomendado al comandante de infantería Carlos García Vallejo, que a lo largo de 1937 sería sustituido por los comandantes de infantería Antonio Máximo Ludeña, Nicolás Bellido Borrás y Celestino García-Miranda. Poco después de su creación, en abril la brigada fue asignada a la 20.ª División, teniendo su cuartel general en Andújar.
La 92.ª BM permaneció situada en el frente de Córdoba hasta comienzos de diciembre de 1937, cuando fue enviada al frente de Teruel y agregada a la 70.ª División del XVIII Cuerpo de Ejército. El 16 de diciembre entró en acción en el sector de Campillo, participando en la ofensiva republicana contra la capital turolense. En febrero de 1938 se encontraba situada en el frente del río Alfambra, donde sus unidades se distinguieron con desigual suerte: situada en el Vértice, uno de sus batallones se retiró en desbandada ante el peligro de cerco, mientras que su 367.º batallón mantuvo sus posiciones con dureza.

## Mandos
Comandantes
- Comandante de infantería Carlos García Vallejo;
- Comandante de infantería Antonio Máximo Ludeña;
- Comandante de infantería Nicolás Bellido Borrás;
- Comandante de infantería Celestino García-Miranda;
- Mayor de milicias Tomás Centeno Sierra;[4]

Comisarios
- Fernando Alloza Villagrasa;
- Melecio Álvarez Garrido, de la CNT;[5]
- Diego Pastor Alonso, del PCE;[6]